# Попугайный кардинал
Попугайный кардинал (лат. Cardinalis sinuatus) — вид птиц из семейства кардиналовых (Cardinalidae). Выделяют три подвида. Распространены в США и Мексике.

## Описание
Попугайный кардинал достигает длины 21 см и массы от 24 до 43 г, размах крыльев — менее 25 см. Это массивная птица с коротким, толстым клювом с изогнутым надклювьем, напоминающим клюв попугаев. Хвост длинный с прямоугольным окончанием. Длинные перья на макушке обычно стоят вертикально, образуя гребень. Выражен половой диморфизм. Характерным признаком в окраске самцов является красная «маска» на лице вокруг глаз и клюва, которая продолжается красной полосой, проходящей по горлу, груди, брюху и подхвостью. Кончик гребня и нижняя часть маховых перьев, а также срединные кроющие перья крыльев также красного цвета. Остальная часть тела сероватая, брюхо немного светлее. Клюв жёлтый, ноги тёмно-коричневые, а радужки тёмно-карие. У самок красный цвет в окраске оперения почти отсутствует, ограничиваясь кончиком гребня и некоторыми оттенками красного на бедрах и лице.

## Биология
Попугайный кардинал питается в основном семенами трав, также в состав рациона входят плоды, ягоды и насекомые, включая кузнечиков, гусениц, жуков и цикад.
В сезон размножения образуют пары и проявляют территориальное поведение, поют с возвышенных точек гнездовой территории, нападают на сородичей, изгоняя их со своей территории. Сезон размножения зависит от условий окружающей среды, но обычно продолжается с середины марта до середины августа. Во время ухаживания самец кормит самку. Маленькое чашеобразное гнездо сооружается самкой из веточек, травы и коры, размещается в кустарниковых зарослях, либо на земле у ствола дерева. В кладке 2—3 серовато-белых яйца с серыми и коричневыми крапинками. Инкубационный период длится около 14 дней. Насиживает кладку только самка, самец в течение всего инкубационного периода кормит самку. Сразу после рождения птенцы покрыты редким сероватым пухом и имеют большой ярко-желтый клюв с красными краями. Полностью оперяются через 10 дней, но ещё в течение месяца не улетают далеко от гнезда. Птенцов кормят обе родительские птицы.

## Распространение и места обитания
Попугайный кардинал широко распространен в южно-центральной части США (юго-восточная Аризона, юг Нью-Мексико и запад Техаса), а также в большой части Мексики к востоку от Западной Сьерра-Мадре, к югу до Южной Сьерра-Мадре и перешейка Теуантепек; также встречается на полуострове Калифорния. Обитает в пустынных и полупустынных районах с зарослями кустарников и деревьев, в частности рода Prosopis, а также на краях лесных массивов. Ведёт оседлый образ жизни, но может совершать значительные перемещения в пределах ареала, особенно в северных районах. В зимнее время птицы данного вида собираются в стаи численностью до тысячи особей.

## Подвиды
Выделяют три подвида:
- Cardinalis sinuatus sinuatus Bonaparte, 1838 — от юга США до центра и востока Мексики
- Cardinalis sinuatus fulvescens (Van Rossem, 1934) — юг Аризоны (юго-запад США), северо-запад и запад Мексики
- Cardinalis sinuatus peninsulae (Ridgway, 1887) — Нижняя Калифорния (северо-запад Мексики)